# Máriaradna
Máriaradna (románul Radna) Lippa városhoz beosztott település Romániában, Arad megyében.

## Fekvése
Lippa északnyugati városrészét képezi.

## Története

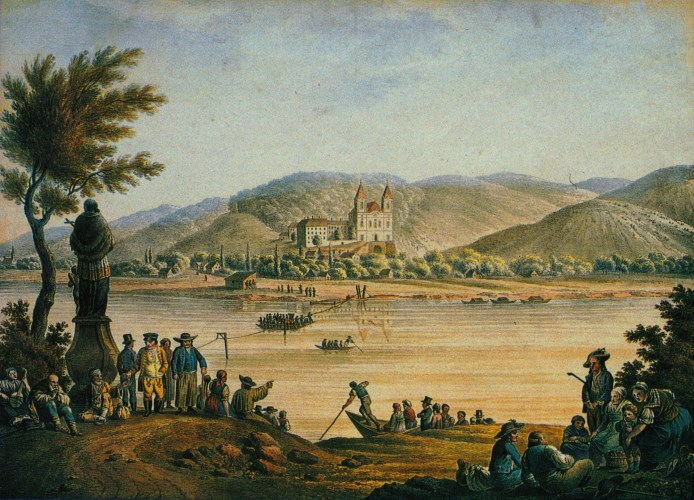
Máriaradna 1820 körül

Máriaradna a magyar Mária-kegyhelyek egyike. Ferences temploma híres búcsújáró hely. Kegyképét 1668-ban vásárolta Vrichonassa György katolikus bosnyák kereskedő egy olasz kereskedőtől, amely a régi kápolna oltárát díszítette. 1695-ben Lippa visszafoglalása után a török ezt is felgyújtotta, de a kép a tűzben sértetlen maradt, a kápolna lángoló tetejéről pedig tüzes cserepek hullottak a bámuló törökök közé. Erre a török vezér a gyújtogatókat kivégeztette.  A török palánkvárat épített itt, aminek mára nyoma sem maradt. A templomot felújították, majd 1756-ban kolostort építettek mellé. 1732 óta az aradiak búcsújáróhelye. 1910-ben 2858 lakosából 1606 román, 1002 magyar és 187 német volt. A trianoni békeszerződésig Arad vármegye Máriaradnai járásához tartozott.
Ismert búcsújáróhely, többek között a kunszentmártoni zarándokok számára is, akik a trianoni békediktátumig minden év pünkösdjére zarándokoltak el gyalog Máriaradnára. Az ő bőkezűségüket őrzi máig a kegytemplom 14 stációsképe, valamint a templom közelében található Szent Rókus-szobor is.

## Képek

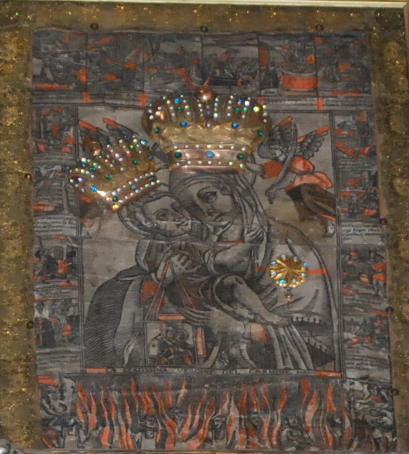
A tűzben megfeketedett Szűz Mária-kegykép, ma az oltár dísze
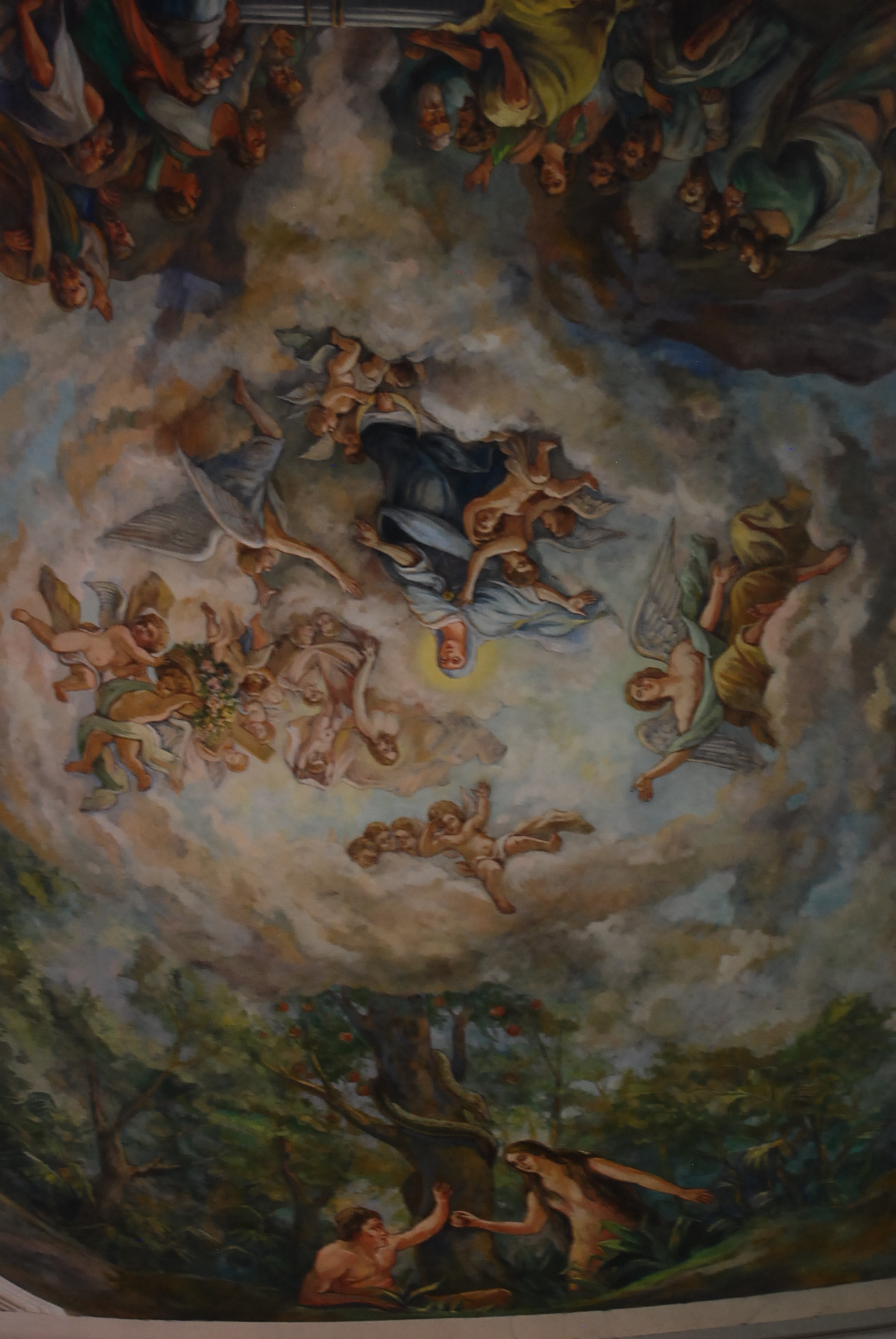
Mennyezeti freskó a kegytemplom oltára felett
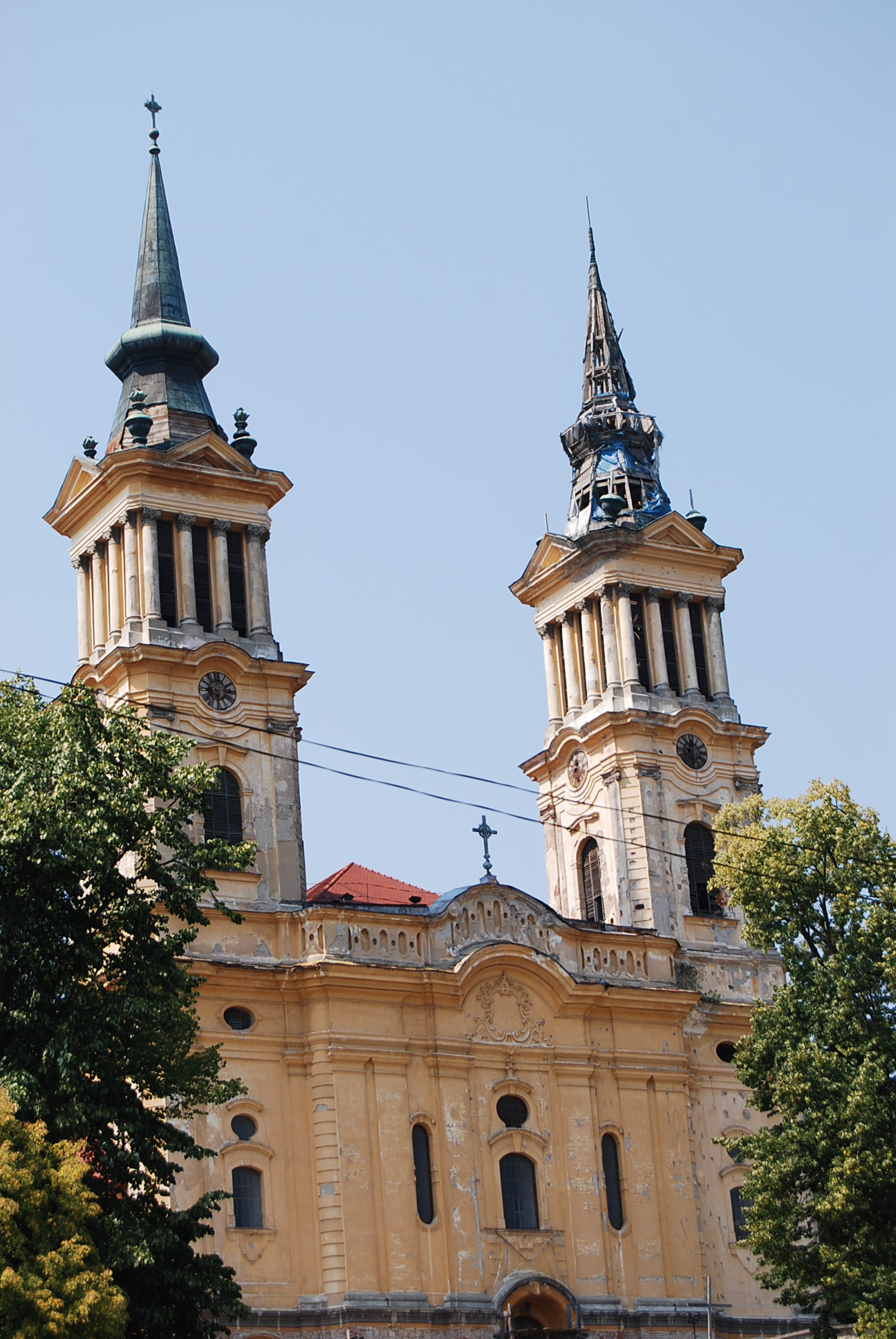
A bazilika 2012-ben a befejezetlen bal oldali toronnyal